# Sunetta adelinae
Sunetta adelinae is een tweekleppigensoort uit de familie van de Veneridae. De wetenschappelijke naam van de soort is voor het eerst geldig gepubliceerd in 1868 door Angas.